# Hokusin ittó-rjú
A hokusin ittó-rjú hjóhó (北辰一刀流兵法) egy japán korjú harcművészeti iskola, melyet 1820-ban hozott létre Csiba Súszaku, aki egyike volt az utolsó vívómestereknek, akik a feudális Japánban kiérdemelték a
kenszei, azaz a „kardszent” címet. A hokusin ittó-rjú nagyon hamar vált a korszak legismertebb és
legnépszerűbb iskoláinak egyikévé, és két másik iskolával közösen alkotta a Edo-szan-dai-rjút
(„Edo három legnagyobb iskolája”). E másik két iskola volt a sintó munen-rjú és a kjósin meicsi-rjú.
A hokusin ittó-rjú egyike azon kevés, ma is aktív tradicionális japán vívóiskolának, mely megőrizte
a gekiken (撃剣 „ütőkard”, avagy a szabad vívás) részét a tananyagnak, melyet a tanítványok és mesterek
bóguban gyakorolnak sinai alkalmazásával. A modern kendóra is nagy hatást gyakorolt, mivel
többen a kendó korai tanárai közül maguk is hokusin ittó-rjút tanultak. A hokusin ittó-rjú repertoárja
nem szorítkozik pusztán a kardra. A hosszúkard (daitó) mellett tanít rövidkard (sotó/vakizasi),
dzsúdzsucu (pusztakezes), naginata (alabárd), bó (bot) és jari (lándzsa) technikákat is. Emellett az
iskolának nagy battódzsucu (kardrántásból történő vágás) repertoárja is van.
A hokusin ittó-rjúnak napjainkban több ága is ismert. A három legismertebb dódzsója a Csiba dódzsó, az Otaru-Genbukan (noda-ha hokusin ittó-rjú) és a Mito-Tobukan (ozava-ha hokusin ittó-rjú). Az első központja Münchenben található, és az iskola fő vonalát képviseli. Az iskola jelenlegi (hetedik) szókéja Ócuka Rjúnoszuke. Hazai instruktora: Oláh Tamás, a Csiba dódzsó-vonal magyar képviselője.

## Történeti áttekintés
Csiba Súszaku Taira no Narimasza (1792-1855) két iskolából is megszerezte a menkjo kaiden
(teljes átadás, avagy teljes körű mesterdiploma) minősítést. Az egyik a hokusin muszó-rjú, mely a
Csiba család saját iskolája volt. Ennek az iskolának a gyökerei a genpei-háborúig (1180-1185)
vezethetőek vissza. A stílust Csiba Kóemontól sajátította el, ki egyben Súszaku nagyapja is volt.
Kóemon Súszaku mellett tanítványa öccsét, Csiba Szadakicsit is tanította. Miután a család
Macudóba költözött, Súszaku elkezdett nakanisi-ha ittó-rjút tanulni. Kezdetben Aszari Josinobu
Matasicsiró, majd Nakanisi Csúbei Tanemasza volt a mestere. Csiba Súszaku nagyon gyorsan
haladt a tanulmányaival, és rövid időn belül megszerezte a menkjo kaident. Aszari hozzáadta
Súszakut saját lányához, és kijelölte őt örököséül. Kapcsolatuk megromlott, miután Súszaku
hiányosnak, túlbonyolítottnak és elégtelennek ítélte meg mestere tanításait. Csiba Súszaku
kényszerűségből elhagyta az Aszari családot; még feleségétől is el kellett válnia.
Ezt követően öccsével musa sugjóra (harcos zarándoklat) indultak. Csiba Szadakicsi volt bátyja
vívópartnere, aki egyenrangú harcossá érett. Közösen járták Japánt, sok mestert hívtak ki és győztek
le. Többek között olyan iskolák tanárait, mint a maniva nen-rjú, a kasima sinden dzsikisin kage-rjú,
sintó munen-rjú, különböző ittó-rjú és sinkage-rjú stílusok, valamint megannyi másik iskola,
melyek napjainkra már nem maradtak fenn. Csiba Súszaku a zarándoklat alatt szerzett
tapasztalataira építkezve alapította meg 1820-ban a hokusin ittó-rjút. A célja az volt, hogy egy olyan
iskolát alapítson, melynek tanítása egyszerű, átlátható és hatékony. A küzdelmet tudományos
szemszögből közelítette meg, hogy a tanult technikák valódi karddal is ugyanolyan jól
alkalmazhatóak legyenek, mint egy bokutóval vagy egy sinaival. Az ő ittó-rjú iskolája fókuszáltabb
és egyszerűbb, mint a nakanisi-ha.
Csiba Súszaku Edóban nyitotta meg dódzsóját, a Genbukant. Mivel a Csiba-fivérek vívótudásának
hamar híre ment, már a kezdetektől sok diákot számlálhatott a hokusin ittó-rjú. Rövid időn belül
Japán három nagy dódzsója közé került. A két másik a Renpeikan (sintó munen-rjú) és a Sigakukan
(kjósin meicsi-rjú) volt. 1839-ben Csiba Súszaku a Tokugava család Mito-ágának kérésére bemutatta
iskolája technikáit, melyek elnyerték Tokugava Nariaki tetszését. Csiba Súszaku elfogadta a daimjó
ajánlatát, és Mito-provinciába költözött, hogy a Tokugavák és a mitói haderő kiképzője legyen. Ez
időtájt a dódzsó vezetését Csiba Szadakicsire bízta, mivel a három fia még túl fiatal volt.
Szadakicsi 1839-től 1848-ig vezette a Genbukant, majd Csiba Kiszotaróra (Súszaku legidősebb fia)
bízta, aki így az iskola második szókéja lett. Csiba Szadakicsi fia, Csiba Dzsútaró segítségével
létrehozta saját dódzsóját, a Csiba dódzsót. A dódzsó kapui – a kor szokásaival ellentétben –
mindenki előtt nyitva álltak, nem csak szamurájok előtt. A nyitott politikának köszönhetően a Csiba
dódzsó nagyon sok új tanítvánnyal gazdagodott, és még a Genbukant is túlszárnyalta tagszámot
tekintve. 1853-ban Csiba Szadakicsi lett a Tottori család edói rezizendciájának vívómestere, a Csiba
dódzsó vezetését pedig fiára bízta, aki e vonal második szókéja lett. A Csiba dódzsó az 1855-ös
edói földrengés áldozatául esett, és még ugyanebben az évben hunyt el Csiba Súszaku, valamint a
Genbukan második szókéja, Kiszotaró is. Csiba Eidzsiró, Súszaku középső fia vette át a Genbukan
vezetését, mint harmadik szóke. A Csiba dódzsót 1856-ban építették újjá, mely méreteit tekintve
Edo legnagyobb, klánfüggetlen dódzsója lett. Több ezren tanultak ott ebben az időben.
Csiba Eidzsiró 1862-ben bekövetkezett halála után Súszaku legfiatalabb fia, Csiba Micsiszaburó lett
a Genbukan vezetője, és egyben a negyedik szóke. Ő volt az, aki egy battódzsucu katasorozatot
(kaden) hozzáadott a curriculumhoz. 1864-ben a rendőrség ideiglenesen bezáratta a Genbukant,
mivel az Ii Naoszuke elleni merénylet elkövetőinek jelentős része hokusin ittó-rjú tanítvány volt.
Ugyanebben az évben Csiba Dzsútaró lányát feleségül adta legjobb tanítványához, aki így Csiba
Tóicsiró néven örökölhette meg tőle a szóke címet, és válhatott a Csiba dódzsó harmadik
nagymesterévé. 1867-ben Csiba Szadakicsi és Csiba Dzsútaró belekeveredtek egy gyilkossági ügybe,
ezért házi őrizetben tartották őket a hatóságok. Azonban a Meidzsi-restauráció beköszöntével
valamennyi sóguni intézkedés érvényét vesztette, beleértve a két mesterre kiszabott őrizetet is.
Szabadulásuk után folytatták a tanítást. 1868-ban Csiba Dzsútaró másik lányát is hozzáadta egyik
tanítványához Csiba Cukanehoz, akit Tóicsiróhoz hasonlóan nevére vett. 1871-ben, a bosin-háború
végeztével (melyben az iskola sok tagja vett részt) Csiba Dzsútaró visszatért a Tottori klánhoz, ám
mivel a Meidzsi-állam feloszlatta a szamurájok kasztját, hirtelen nemesek milliói váltak
munkanélkülivé. Mivel már nem létezett a klán, így Dzsútaró visszaköltözött Tokióba. 1872-ben Csiba
Micsiszaburó elhunyt, örökös nélkül hagyva a Genbukant. Fia, Csiba Kacutaró kialakuló vaksága
miatt volt alkalmatlan az iskola vezetésére, így a dódzsót bezárták. Magát az épületet 1880-ban
bontották le, hogy utat építsenek a helyére. Ozava Torakicsi, ki a Csiba dódzsóban tanult a
harmadik és a negyedik szókétól, létrehozta saját dódzsóját 1874-ben. Ez a mai napig működő
Mito-Tobukan.
Mivel a szamuráj kaszt megszűnt, így a harcművészetek iránti érdeklődés is megcsappant. Minden
iskola tanoncok tucatjait vesztette el, és sok iskola be is zárt a Meidzsi-restauráció idején. Hogy a
hokusin ittó-rjú ne jusson erre a sorsra, Csiba Súnoszuke (Csiba Eidzsiró fia) összefogott Csiba
Szanával és Csiba Tóicsiróval, és megrendezte a Csiba Gekikenkait 1873-ban. Ezen a rendezvényen
különböző iskolák tagjai küzdhettek meg egymással sinai vagy bokutó használatával, eleinte csak
egy szűk, majd később egy tágabb közönség előtt. A rendezvény népszerűségének hatására a Csiba
dódzsó új tanítványokra tett szert, ám a restauráció előtti taglétszámát nem tudta elérni. 1877-ben
az iskola egyik legismertebb mestere (a bosin-háborút és a szeinan-háborút is megjárt) Kobajasi
Szeidzsiró megalapította saját magándódzsóját, a Siszeikant. Többek között ott tanult Noda Siró is,
ki a későbbiekben fontos szerepet töltött be a hokusin ittó-rjú tanításában. 1879-ben Csiba
Szadakicsi elhunyt, és ugyanebben az évben Csiba Tóicsiró elhagyta a Csiba családot feleségével
együtt, és visszavette az adoptálása előtt használt nevét. Távozása után Csiba Cukane lett a Csiba
dódzsó negyedik szókéja. Cukane egy kisebb épületbe költöztette a dódzsót, mivel már nem tudta
fenntartani anyagilag, valamint a tanoncok száma is alaposan lecsökkent. 1881-ben Cukane és
Csiba Dzsútaró Kiotóba mentek vívást tanítani, így a Csiba dódzsóban egy ideig szünetelt a tanítás.
Eközben Súnoszuke két hokusin ittó-rjú mester (Jamaoka Tessú és Inoue Hacsiró) támogatásával
újra megnyitotta a Genbukant 1883-ban. 1885-ben elhunyt Csiba Dzsútaró, Cukane pedig visszatért
tanítani a Csiba dódzsóba. 1887 és 1897 között került sor a Genbukan végleges bezárására, mivel a
kardvívás iránti érdeklődés drasztikusan lecsökkent. Ugyanebben az időben Csiba Cukane bezárta a
Csiba dódzsót, és Tajvanba költözött, hogy ott taníthasson hokusin ittó-rjút. Létre is hozott egy
dódzsót Tajpejben, a Hokusinkant. Pár évvel később bezárta a dódzsót, és Mandzsúriában vállalt
munkát. Ez volt az utolsó dódzsó, melyet a Csiba klán valamelyik tagja aktívan vezetett. 

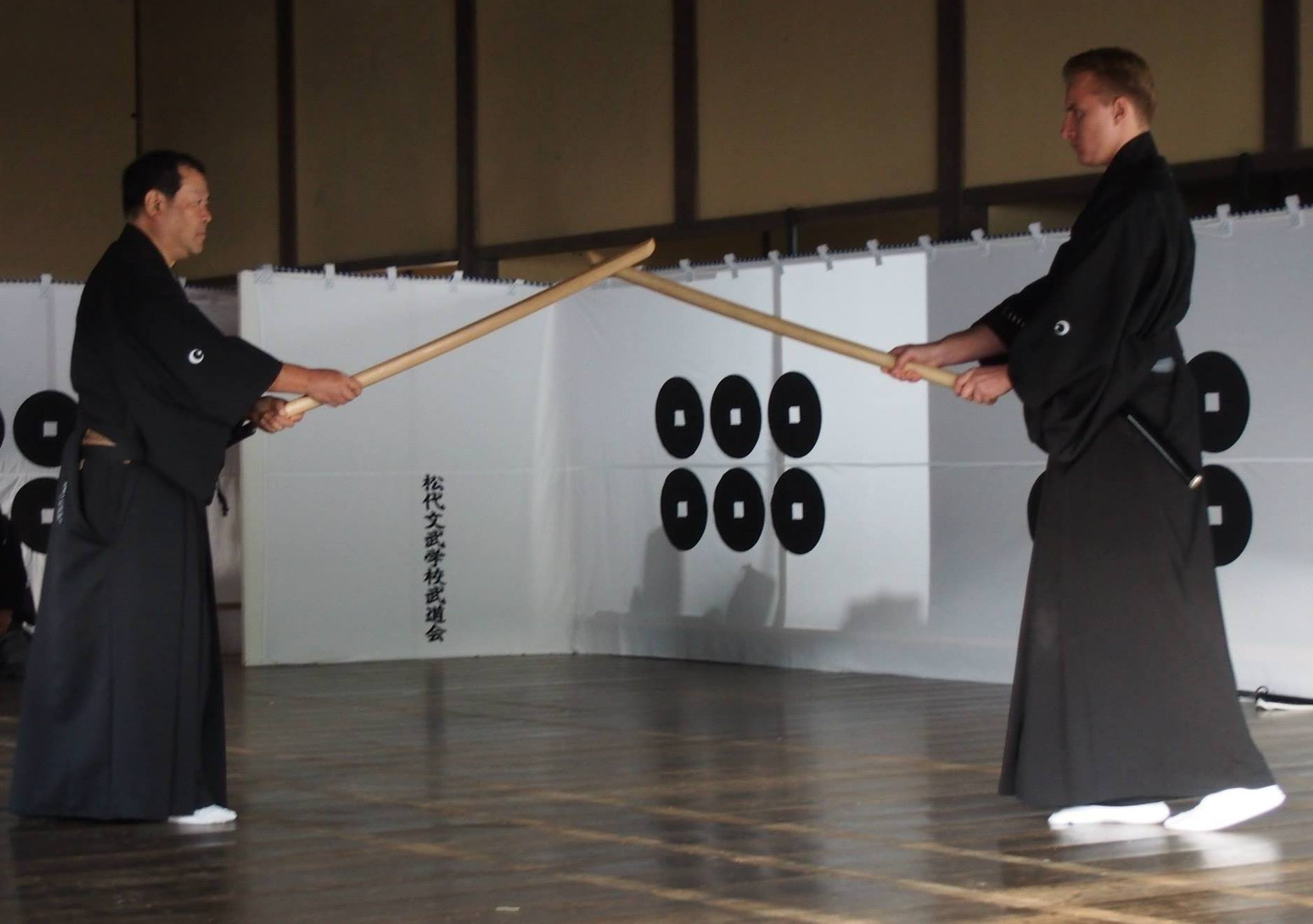
A Csiba dódzsó hatodik (Ócuka Jóicsiró, balra) és hetedik (Ócuka Rjúnoszuke) szókéja.

Csiba Súnoszuke 1899-ben Puszanba költözött a kormány megbízásából, és 1911-ben hunyt el. A
Genbukan bezárásával a Csiba dódzsó maradt az egyetlen olyan ága a hokusin ittó-rjúnak, melynek
szókéja van. Csiba Cukane visszaköltözött Japánba, és 1918-ban hunyt el. Fia, Csiba Curutaró
ugyan tanulta az iskolát, ám inkább az akupunktúrának szentelte életét. Egyedül fiát, Csiba Akirát
tanította, aki hozzá hasonlóan akupunktúrával foglalkozott, és nem fogadott diákokat. Napjainkig
Akira az utolsó tagja a Csiba családnak, aki még tanulta a hokusin ittó-rjút. Ugyan a Csibák nem
töltöttek be mesterszerepet az iskolában, őket illette meg az örökösi jog.
1914-ben Noda Siró megalapította az Otaru-Genbukan dódzsót Hokkaidón, és lett a vonal első
sihankéja (vezető mestere). Az 1930-as években lépett be az iskolába Kobajasi Josikacu és Konisi
Sigedzsiró, akik kitartó munkájukkal rövid időn belül elérték a menkjo kaident. Noda Siró, hogy
bebiztosítsa a dódzsó öröklődését, mindkettejüknek odaajándékozta a sihanke címet. A második
világháború végeztével Kobajasi lemondott a sihanke címről, és inkább kendó tanárnak állt, míg
Konisi átvette a dódzsó vezetését. Az 1980-as években átköltöztette Tokióba, ahol a mai napig
megtalálható. Eközben a Csiba dódzsó vonala bővült az ötödik szókéval, Csiba Hirosival (1934-
2020), aki ugyan nem tanulta az iskolát, ám küldetésének érezte, hogy a Csiba dódzsót újra
megnyissa. 2001-ben Ócuka Jóicsiró belépett az Otaru-Genbukanba, és 2007-ben érdemelte ki a
menkjo kaident. Ócukának ezzel engedélye lett saját dódzsóra, melyet meg is nyitott Sinmeikai
néven. 
Konisi Sigedzsiró 2008-ban hunyt el, a sihanke pozíciót pedig fia, Konisi Sinen töltötte be.
2010-ben csatlakozott az iskolához egy külföldi diák, Markus Lösch, aki a Sinmeikai dódzsóban
tanult hokusin ittó-rjút. Csiba Hirosi, mivel nem tudta átadni az iskola tudását, elhatározta, hogy új
szókecsaládot jelöl ki örököséül. A három aktív vonal vezetői közül Ócuka Jóicsiróra esett a
választása, és 2013-ban hivatalosan is átadta a szóke címet az Ócuka családnak. Közösen
újranyitották a Csiba dódzsót, így Ócuka Jóicsiró lett a hatodik szóke. Egy évvel később Markus
Lösch elérte a menkjo kaident, és Ócuka örökbe fogadta, mivel nem volt saját gyermeke. 2016-ban
átadta a szóke címet fiának, aki immáron Ócuka Rjúnoszuke néven lett a hokusin ittó-rjú Csiba
dódzsójának hetedik nagymestere. Ekkor költözött át a dódzsó Tokióból Münchenbe, ahol a mai
napig áll.
A hokusin ittó-rjú ma három nagy aktív ágat tart nyilván. Csiba dódzsó (Ócuka Rjúnoszuke, hetedik
szóke), Otaru-Genbukan (Konisi Sinen, negyedik sihanke) és Mito-Tobukan (Ozava Szatosi,
hetedik sihanke). A kisebb dódzsók, melyek még az iskola tanításával foglalkoznak (pl. a Kotókan), ezektől eredeztethetők.

## Karakterisztika

Kiriotosi bemutatása onigote alkalmazásával.

A hokusin ittó-rjú egy szógó budzsucu, vagyis egy összetett harcművészeti rendszer. A japán
kardvíváson kívül megannyi közelharci fegyver használatára felkészíti a harcost, emellett a
tanítványok elméleti képzést is kapnak, leginkább a történelmi Japán kultúrájáról. Hadászati tudás is
átadásra kerül, a tanítványoknak ugyanis lehetőségük nyílik rá, hogy páncélban gyakoroljanak
technikákat.
A hokusin ittó-rjú mozgáskultúrája letisztult és egyszerű. A támadások gyakran magukban foglalják
a védekezést is és vice versa. Szabad vívás közben az ellenfél középpontjának uralma a cél. A
kumitacsi (páros gyakorlatok) során egy kifejezetten nehéz bokutót alkalmaznak. A nehéz fakard
lényege, hogy a tanítvány egy ugyanolyan súlyú sinkennel (igazi kard) is végre tudja majd hajtani a
tanultakat. Az iskola battódzsucu technikáit alapból éles karddal gyakorolják a tagok.
Mivel az iskola az 1800-as években született, amikorra már elterjedt a bógu alkalmazása, így a
hokusin ittó-rjú is használja a gyakorlópáncélt. Vívás közben sinait alkalmaznak. Viszont a gekikent
nem mindegyik ág tartotta meg. Az ozava-ha az onigote nevű alkarvédőt használja (hasonlóan több,
napjainkban is aktív ittó-rjúhoz), hogy a formagyakorlatokat végre tudják hajtani. A Csiba dódzsó-ág
ugyanezeket a formagyakorlatokat bóguban hajtja végre, sinai alkalmazásával, az ütést meg a kotéra
mérik. A különböző ágak bizonyos technikákat minimális eltérésekkel hajtanak végre, a különböző
képzési metódusok miatt.
A hokusin ittó-rjú tartalmazza valamennyi, jellegzetesen az ittó-rjúhoz társított technikát. Az ezen
iskoláktól elválaszthatatlan kiriotosi (vágóütés) technika a hokusin ittó-rjúban is tiszteletét teszi,
ahogy az eredeti, még Itó Ittószai Kagehisza által megalkotott kódzsó gokui goten no kata is.
Tartalmazza még az ötven (gódzsuppon), ittó-rjúban használatos harci katát, melyek száma ebben az
iskolában negyvenháromra rövidült (tacsi jondzsúszanbon no kata). Csiba Súszaku több katát
összevont az ötvenből.

## Rangrendszer
A hokusin ittó-rjún belül három szintet különböztetünk meg: sóden 初伝, csúden 中伝, okuden 奥伝. A sóden
szinten ismerkedik meg a tanonc az iskola mozgáskultúrájával, a reihóval (etikett) és sajátítja el a
legalapvetőbb technikákat. A csúden szint leginkább arról szól, hogy a tanítvány megtanuljon
magabiztosan vívni, megismerje az iskola történelmét és filozófiáját és megtanulja a szinthez
tartozó kardtechnikákat. Az okuden tartalmazza az iskola legerősebb és legtitkosabb technikáit, és
ezen a szinten a nem japán anyanyelvű tanulóknak meg kell tanulniuk folyékonyan beszélni a japán
nyelvet.
Az iskola nem alkalmazza a modern kjú és dan rendszert, és más korjú iskolákhoz hasonlóan
makimonókat (tekercsek) és mendzsókat (oklevél) adományoz, melyek igazolják a megszerzett
rangot. Az iskolában öt rang van: 
- kirigami  剪紙
- hacu-mokuroku 初目録
- kadzsó-mokuroku 箇条目録 (szeigan-dendzsú 星眼伝授),
- csú-mokuroku 中目録 (menkjo 免許 )
- dai-mokuroku 大目録 (menkjo kaiden 免許皆伝).

Van egy különállóan megszerezhető naginata-mokuroku 長刀目録 is, amit általában a csú-mokurokuval együtt adnak át. Minden tekercs és oklevél
kiállításának joga az iskola adott ágának vezető tanárát illeti meg, és valamennyi vizsga az ő
jelenlétében történik.

## Vezető mesterek listája

### Csiba dódzsó
- Csiba Szadakicsi (1. szóke)
- Csiba Dzsútaró (2. szóke)
- Csiba Tóicsiró (3. szóke)
- Csiba Cukane (4. szóke)
- Csiba Hirosi (5. szóke; nem tanulta az iskolát)
- Ócuka Jóicsiró (6. szóke)
- Ócuka Rjúnoszuke (7. szóke)

### Otaru-Genbukan
- Noda Siró (1. sihanke)
- Kobajasi Josikacu (2. sihanke; lemondott)
- Konisi Sigedzsiró (3. sihanke)
- Konisi Sinen (4. sihanke)

### Mito-Tobukan
- Ozava Torakicsi (1. sihanke)
- Ozava Icsiró (2. sihanke)
- Ozava Tojokicsi (3. sihanke)
- Ozava Takeru (4. sihanke)
- Ozava Kijoko (5. sihanke)
- Mijamoto Tadahiko (6. sihanke)
- Ozava Szatosi (7. sihanke)

## Híres diákok
- Szakamoto Rjóma (híres forradalmár)
- Itó Kasitaró (a Sinszengumi katonai tanácsadója)
- Jamaoka Tessú (az ittó sóden mutó-rjú megalapítója)
- Inoue Hacsiró (ismert kardforgató és tanító)
- Csiba Szana (Csiba Szadakicsi lánya, híres párbajozó; néhány forrásban Szanako néven említik)
- Jamanami Keiszuke (a Sinszengumi alparancsnoka)
- Tódó Heiszuke (a Sinszengumi nyolcadik osztagának parancsnoka)
- Kijokava Hacsiró (a kijokava-rjú és a Rósigumi alapítója)
- Josimura Kanicsiró (a Sinszengumi vívómestereinek egyike)
- Negisi Sorei (az annaka-han araki-rjú tizenharmadik szókéja és a negisi-rjú alapítója)
- Okada Szadagoro (híres kardforgató a bakumacu idején és az annaka-han araki-rjú tizennegyedik szókéja)
- Kobajasi Szeidzsiró (a bosin-háborút és a szeinan-háborút is megjárt veterán, a Battótai tagja)
- Naitó Takaharu (a modern kendó megalkotóinak egyike)
- Takano Szaszaburo (a modern kendó megalkotóinak egyike)
- Monna Tadasi (a modern kendó megalkotóinak egyike)
- Mocsida Moridzsi (a huszadik század egyik legismertebb kendókája)
- Hosino Amacsi (író, tudós)
- Szakurada Szakuramaro (a csuva ittó-rjú megalapítója)
- Szuzuki Naonosin (a tensin ittó-rjú megalapítója)

## Külső hivatkozások és felhasznált források
- Hivatalos oldal (Csiba dódzsó)
- Hivatalos magyar weboldal
- Hivatalos oldal (Mito-Tobukan) Archiválva 2010. június 2-i dátummal a Wayback Machine-ben
- Hivatalos weboldal (Otaru-Genbukan)
- Hivatalos YouTube csatorna (Csiba dódzsó)
- A Mito-Tobukan YouTube csatornája
- Bemutató (Otaru-Genbukan)